# Vicente Ferrero
Vicente Ferrero Molina (Bañeres, 1944) es un escultor y catedrático de dibujo español. Ha sido galardonado con el Premio Nacional de Escultura 2017 "Cultura Viva" otorgado por Consejo Superior de Investigaciones Científicas (CSIC)

## Biografía
Se formó en la Escuela de Bellas Artes de San Carlos de Valencia y en el taller de su propio padre, también escultor. Completa su formación con el Doctorado en Bellas Artes con la tesis "El escultor en la vejez". A partir de este momento comenzó a realizar diferentes obras y monumentos, tanto de carácter profano como religioso, por todo el territorio español. Exdirector del MUBAG (Museo de Bellas Artes Gravina de Alicante) y catedrático de Dibujo, actualmente es miembro del Consell Valencià de Cultura y desde 2015 Presidente de la Comisió de les Arts y representante del Consell Valencia de Cultura en la Mesa de la Generalitat de Patrimonio, Museos y Artes Plásticas.

## Obra
Vicente Ferrero ha trabajado diversos materiales como el mármol, el bronce o la madera, esculpiendo obras tanto de carácter profano como religioso, destacando el "Retablo de los Santos Españoles" en Ibi (Alicante) o el "Cristo de Letur" en Albacete. Entre su obra pública cabe mencionar “Mirando al Mar”, en la Playa del Postiguet de Alicante, o las cuatro esculturas de la playa de la Almadraba de El Campello. Su obra está representada en distintas colecciones como el Museo de Bellas Artes de Valencia o el Museo Enrique Giner en Nules (Castellón). Entre las privadas, cabe destacar las de la Casa Real en Madrid o la de Juan Pablo II, en la Ciudad del Vaticano.